# Antin Kopyscjanski
Antin Kopyscjanski (ukr. Антін Кописцянський, ur. 1845, zm. 23 czerwca 1909 w Lipie) – ksiądz greckokatolicki, dziekan birczański w latach 1901–1909.
Żonaty, wyświęcony w 1869. W latach 1869–1870 wikary w Komarnie, w latach 1870-1872 administrator parafii w Bachórzu, w latach 1872–1873 administrator kaplicy w Hyrowej.
W latach 1873–1875 administrator parafii w Pawlokomie, w latach 1875–1890 proboszcz tamże. Od 1890 do śmierci proboszcz w Lipie. 
W latach 1901–1902 administrator dekanatu birczańskiego, od 1902 do śmierci dziekan birczański.